# Novo Horizonte do Oeste
Novo Horizonte do Oeste è un comune del Brasile nello Stato di Rondônia, parte della mesoregione del Leste Rondoniense e della microregione di Cacoal.